# Gang of Roses
Gang of Roses é um filme estado-unidense de 2003, do gênero western, escrito e dirigido por Jean-Claude La Marre. Nele estrelaram várias atrizes como Monica Calhoun, Lil' Kim, LisaRaye McCoy e Marie Matiko. O filme levou apenas dezoito dias para ser filmado.

## Enredo
O filme começa com Left Eye Watkins (Brown) e sua gangue tentando intimidar o xerife Shoeshine Michel (Louis Mandylor) para dar-lhes ouro e mulheres. Um membro feminino da quadrilha fica extremamente entusiasmado com as mulheres e decide estuprar uma menina de cancan no meio da cidade. Enquanto resiste, a menina de cancan corta o membro da gangue do sexo feminino que por sua vez a atira no meio da estrada.
A menina de cancan passa a ser a irmã de Rachel (Calhoun), a protagonista. Rachel, uma moça má reformada e religiosa, arredonda para cima dos seus ex-membros de gangues em busca de vingança. Eles são seguidos por uma senhora de cabelos enegrecidos (Gray), que também está em busca de vingança sobre eles.[carece de fontes?]

## Trilha sonora
Entre as faixas da trilha sonora do filme, se destaca "What U Workin' Wit", canção gravada pela rapper Lil' Kim com participação da atriz LisaRaye McCoy, feita especialmente para o filme.[carece de fontes?]

## Elenco
- Monica Calhoun como Rachel
- Lil' Kim como Chastity
- Stacey Dash como Kim
- Marie Matiko como Zang Li
- LisaRaye McCoy como Maria
- Bobby Brown como Left Eye Watkins
- Louis Mandylor como xerife Shoeshine Michel
- Jacinto Taras Riddick como Georgy Simone
- Charity Hill como Little Suzie
- Glenn Plummer como Johnny Handsome
- Macy Gray como mulher do cabelo preto
- Mario Van Peebles como Jessie Lee